# آنا كرامر
آنا كرامر (بالهولندية: Anna Cramer)‏ هي عازفة بيانو وملحنة هولندية، ولدت في 15 يوليو 1873 في أمستردام في هولندا، وتوفيت في 4 يونيو 1968 في بلاريكوم في هولندا.

## وصلات خارجية
- آنا كرامر على موقع ديسكوغز (الإنجليزية)